# 1849
Il 1849 (MDCCCXLIX in numeri romani) è un anno  del XIX secolo.

## Eventi
- 5 gennaio – Il principe Alfred von Windisch-Graetz occupa Budapest e vi restaura il potere degli Asburgo.
- 23 gennaio – Elizabeth Blackwell riceve il diploma del Geneva Medical College di New York, diventando la prima dottoressa ad esercitare la professione negli Stati Uniti.
- 9 febbraio – Proclamata la Repubblica Romana. Papa Pio IX fugge a Gaeta.
- 4 marzo – Zachary Taylor entra in carica come 12º Presidente degli Stati Uniti d'America.
- 12 marzo – Il Regno di Sardegna denuncia l'armistizio del 9 agosto 1848 e ricomincia la guerra contro l'Austria.
- 21 marzo – Battaglia della Sforzesca: Durante la Prima Guerra d'Indipendenza Italiana, i piemontesi ottengono una temporanea vittoria sugli austriaci.
- 21-22 marzo – Battaglia di Mortara: L'esercito sabaudo guidato dal re Carlo Alberto di Savoia viene sconfitto dalle forze austriache.
- 23 marzo – Battaglia di Novara: Le truppe austriache sconfiggono a Novara l'esercito del Regno di Sardegna.
- 23 marzo – Iniziano a Brescia i moti di rivolta contro le forze occupanti Austriache, conosciuti come le Dieci giornate di Brescia.
- 24 marzo – Carlo Alberto abdica a favore del figlio, Vittorio Emanuele che firma l'armistizio con Radezky (Armistizio di Vignale).
- 29 marzo – Carlo Armellini, Giuseppe Mazzini e Aurelio Saffi sono nominati triumviri della Repubblica Romana.
- 1º aprile – Gli austriaci reprimono con un massacro le dieci giornate di Brescia.
- 5-11 aprile – Il generale piemontese La Marmora seda con la forza i Moti di Genova.
- 14 aprile – Il parlamento di Debrecen dichiara decaduta la Casa d'Asburgo in Ungheria dichiarando indipendente l'Ungheria rivoluzionaria.
- 9 maggio – Battaglia di Palestrina: I combattenti della Repubblica Romana, sotto la guida di Giuseppe Garibaldi, respingono un attacco delle truppe napoletane del Regno delle due Sicilie.
- 11 maggio – Assedio di Livorno: Il generale austriaco d'Aspre, che ha invaso la Toscana, assedia e saccheggia Livorno.
- 15 maggio – La Sicilia torna in mano ai Borbone.
- 3 giugno – Il generale francese Oudinot comincia l'assedio di Roma.
- 12 giugno – L.P. Haslett brevetta la maschera antigas.
- 2 luglio – Cade la Repubblica Romana.
- 6 agosto – Viene firmata la Pace di Milano tra Austria e Regno di Sardegna.
- 8 agosto – I patrioti italiani Ugo Bassi e Giovanni Livraghi sono fucilati dagli austriaci a Bologna.
- 13 agosto – La resa di Világos pone fine alla Rivoluzione ungherese del 1848.
- 24 agosto – Venezia si arrende agli austriaci dopo un assedio di quattro mesi.
- 7 ottobre – Muore Edgar Allan Poe.
- 20 novembre – Vittorio Emanuele II di Savoia scioglie il parlamento, restio a ratificare la Pace di Milano e, con il Proclama di Moncalieri, si rivolge agli elettori affinché eleggano in parlamento una maggioranza favorevole alla ratifica del trattato di pace.
- David Livingstone inizia la lunga serie di viaggi in Africa come esploratore e missionario.

## Nati
Ci sono circa 500 voci su persone nate nel 1849; vedi la pagina Nati nel 1849 per un elenco descrittivo o la categoria Nati nel 1849 per un indice alfabetico.

## Morti
Ci sono circa 270 voci su persone morte nel 1849; vedi la pagina Morti nel 1849 per un elenco descrittivo o la categoria Morti nel 1849 per un indice alfabetico.

## Calendario
| Calendario 1849 | Calendario 1849 | Calendario 1849 | Calendario 1849 | Calendario 1849 | Calendario 1849 | Calendario 1849 | Calendario 1849 | Calendario 1849 | Calendario 1849 | Calendario 1849 | Calendario 1849 | Calendario 1849 | Calendario 1849 | Calendario 1849 | Calendario 1849 | Calendario 1849 | Calendario 1849 | Calendario 1849 | Calendario 1849 | Calendario 1849 | Calendario 1849 | Calendario 1849 | Calendario 1849 | Calendario 1849 | Calendario 1849 | Calendario 1849 | Calendario 1849 | Calendario 1849 | Calendario 1849 | Calendario 1849 | Calendario 1849 | Calendario 1849 |
| --------------- | --------------- | --------------- | --------------- | --------------- | --------------- | --------------- | --------------- | --------------- | --------------- | --------------- | --------------- | --------------- | --------------- | --------------- | --------------- | --------------- | --------------- | --------------- | --------------- | --------------- | --------------- | --------------- | --------------- | --------------- | --------------- | --------------- | --------------- | --------------- | --------------- | --------------- | --------------- | --------------- |
|                 | 1               | 2               | 3               | 4               | 5               | 6               | 7               | 8               | 9               | 10              | 11              | 12              | 13              | 14              | 15              | 16              | 17              | 18              | 19              | 20              | 21              | 22              | 23              | 24              | 25              | 26              | 27              | 28              | 29              | 30              | 31              |                 |
| Gennaio         | Lu              | Ma              | Me              | Gi              | Ve              | Sa              | Do              | Lu              | Ma              | Me              | Gi              | Ve              | Sa              | Do              | Lu              | Ma              | Me              | Gi              | Ve              | Sa              | Do              | Lu              | Ma              | Me              | Gi              | Ve              | Sa              | Do              | Lu              | Ma              | Me              |                 |
| Febbraio        | Gi              | Ve              | Sa              | Do              | Lu              | Ma              | Me              | Gi              | Ve              | Sa              | Do              | Lu              | Ma              | Me              | Gi              | Ve              | Sa              | Do              | Lu              | Ma              | Me              | Gi              | Ve              | Sa              | Do              | Lu              | Ma              | Me              |                 |                 |                 |                 |
| Marzo           | Gi              | Ve              | Sa              | Do              | Lu              | Ma              | Me              | Gi              | Ve              | Sa              | Do              | Lu              | Ma              | Me              | Gi              | Ve              | Sa              | Do              | Lu              | Ma              | Me              | Gi              | Ve              | Sa              | Do              | Lu              | Ma              | Me              | Gi              | Ve              | Sa              |                 |
| Aprile          | Do              | Lu              | Ma              | Me              | Gi              | Ve              | Sa              | Do              | Lu              | Ma              | Me              | Gi              | Ve              | Sa              | Do              | Lu              | Ma              | Me              | Gi              | Ve              | Sa              | Do              | Lu              | Ma              | Me              | Gi              | Ve              | Sa              | Do              | Lu              |                 |                 |
| Maggio          | Ma              | Me              | Gi              | Ve              | Sa              | Do              | Lu              | Ma              | Me              | Gi              | Ve              | Sa              | Do              | Lu              | Ma              | Me              | Gi              | Ve              | Sa              | Do              | Lu              | Ma              | Me              | Gi              | Ve              | Sa              | Do              | Lu              | Ma              | Me              | Gi              |                 |
| Giugno          | Ve              | Sa              | Do              | Lu              | Ma              | Me              | Gi              | Ve              | Sa              | Do              | Lu              | Ma              | Me              | Gi              | Ve              | Sa              | Do              | Lu              | Ma              | Me              | Gi              | Ve              | Sa              | Do              | Lu              | Ma              | Me              | Gi              | Ve              | Sa              |                 |                 |
| Luglio          | Do              | Lu              | Ma              | Me              | Gi              | Ve              | Sa              | Do              | Lu              | Ma              | Me              | Gi              | Ve              | Sa              | Do              | Lu              | Ma              | Me              | Gi              | Ve              | Sa              | Do              | Lu              | Ma              | Me              | Gi              | Ve              | Sa              | Do              | Lu              | Ma              |                 |
| Agosto          | Me              | Gi              | Ve              | Sa              | Do              | Lu              | Ma              | Me              | Gi              | Ve              | Sa              | Do              | Lu              | Ma              | Me              | Gi              | Ve              | Sa              | Do              | Lu              | Ma              | Me              | Gi              | Ve              | Sa              | Do              | Lu              | Ma              | Me              | Gi              | Ve              |                 |
| Settembre       | Sa              | Do              | Lu              | Ma              | Me              | Gi              | Ve              | Sa              | Do              | Lu              | Ma              | Me              | Gi              | Ve              | Sa              | Do              | Lu              | Ma              | Me              | Gi              | Ve              | Sa              | Do              | Lu              | Ma              | Me              | Gi              | Ve              | Sa              | Do              |                 |                 |
| Ottobre         | Lu              | Ma              | Me              | Gi              | Ve              | Sa              | Do              | Lu              | Ma              | Me              | Gi              | Ve              | Sa              | Do              | Lu              | Ma              | Me              | Gi              | Ve              | Sa              | Do              | Lu              | Ma              | Me              | Gi              | Ve              | Sa              | Do              | Lu              | Ma              | Me              |                 |
| Novembre        | Gi              | Ve              | Sa              | Do              | Lu              | Ma              | Me              | Gi              | Ve              | Sa              | Do              | Lu              | Ma              | Me              | Gi              | Ve              | Sa              | Do              | Lu              | Ma              | Me              | Gi              | Ve              | Sa              | Do              | Lu              | Ma              | Me              | Gi              | Ve              |                 |                 |
| Dicembre        | Sa              | Do              | Lu              | Ma              | Me              | Gi              | Ve              | Sa              | Do              | Lu              | Ma              | Me              | Gi              | Ve              | Sa              | Do              | Lu              | Ma              | Me              | Gi              | Ve              | Sa              | Do              | Lu              | Ma              | Me              | Gi              | Ve              | Sa              | Do              | Lu              |                 |